# Хитар
Хитар (укр. Хітар) — село в Славской поселковой общине Стрыйского района Львовской области Украины.
Население по переписи 2001 года составляло 377 человек. Занимает площадь 17,15 км². Почтовый индекс — 82644. Телефонный код — 3251.

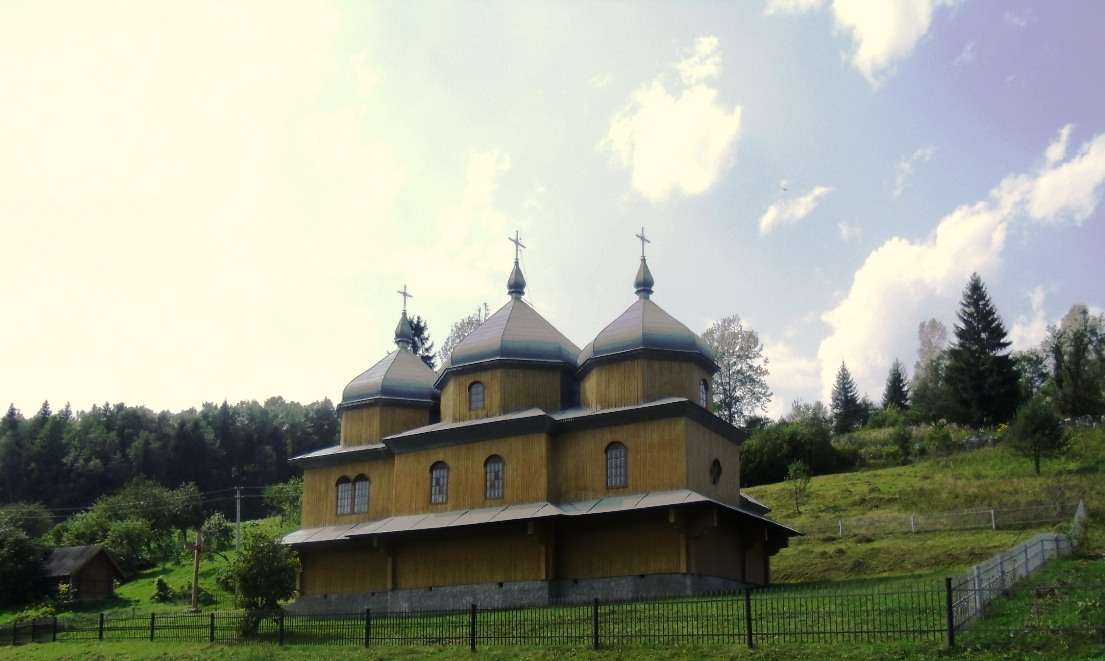
Церковь Св. Арх. Михаила.